# Via Valeria
Via Valeria byla starověká římská silnice ve střední Itálii, severovýchodní pokračování starší Via Tiburtina z Tiburu až k pobřeží Jaderského moře. Za jejím vznikem pravděpodobně stál Marcus Valerius Messalla, cenzor v roce 154 př. n. l.

## Průběh
Trasa silnice vedla nejprve vzhůru údolím řeky Anio kolem Varie a u 36. milníku opustila Anio na místě, kde se k ní připojila Via Sublacensis, dále vystoupala do Carsoli a do vysokého průsmyku Monte Bove, odkud opět sestoupila do údolí, ve kterém se v římských dobách rozlévalo Fucinské jezero. Není jisté, zda před císařem Claudiem vedla Via Valeria dále než do Cerfennie, nejvýchodnějšího bodu území kmene Marsů na severovýchod od Fucinského jezera. Strabón uvedl, že v jeho době vedla až do Corfinia; toto významné místo muselo být dostupné z Říma, za Cerfennií ale pravděpodobně už jen po stezce.

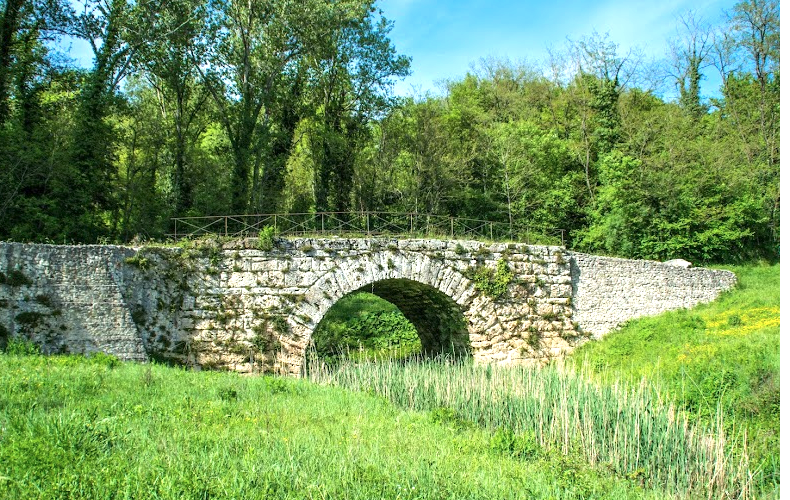
Ponte Scutonico

V římském statio ad Lamnas (dnešní Cineto Romano) se rozdělila na dvě cesty, Valeria vetus a Valeria nova , které se znovu spojily poblíž Riofredda. Vetus byla historicky starší a sloužila jako vojenská spojnice, ze které se později stala jen náročnější zkratka; vybudovaná nova se stala sice delší, ale pohodlnější hlavní silnicí.
Co se týče prodloužení za Cerfennii, nápis na milníku dokládá, že v letech 48–49 nechal Claudius postavit Via Claudia Valeria z Cerfennie až k ústí řeky Aternu do Jaderského moře. Tato obtížná část cesty do údolí Aternu zahrnovala pokles o téměř 300 metrů a překročení hlavního hřebene Apenin v průsmyku Forca Caruso. Z Popoli cesta vedla údolím Aternu k jeho ústí a tam se napojila na pobřežní silnici ve stejnojmenném městě Aternum, v současnosti se zde rozkládá Pescara. Moderní železnice z Říma do Castellammare Adriatico těsně sleduje linii Via Valeria. Claudius také nechal zbudovat silnici Via Claudia Nova spojující Via Salaria s Via Valeria poblíž dnešního Popoli. Tato silnice pokračovala na jih do Isernie.
Od roku 2000 je most Ponte Scutonico, nejvýznamnější a nejzachovalejší památka na Via Valeria v údolí řeky Anio, který byl po povodních a sesuvech půdy již téměř zasypán, vykopán i s rozšířeným úsekem silnice, který k němu patřil, což vedlo ke značnému pokroku ve znalostech o něm. Vznikl pravděpodobně za císaře Nervy (96–98) spolu s úpravou silnice.

## Jiné silnice
Druhá Via Valeria, Via Valeria na Sicílii, spojovala Messinu se Syrakusami. Až do devatenáctého století nerozšiřovaná a neopravovaná zůstávala přesto páteřní komunikací na jónském pobřeží Sicílie a podporovala rozvoj měst podél ní: Messiny, Taorminy, Giardini-Naxos, Acireale, Catanie, Augusty a Syrakus. Dnes na ni částečně navazuje silnice 114.

## Římské mosty
Podél silnice se dochovaly pozůstatky nejméně dvou římských mostů, kterými jsou Ponte San Giorgio a Ponte Scutonico.